# Udon Thani (província)

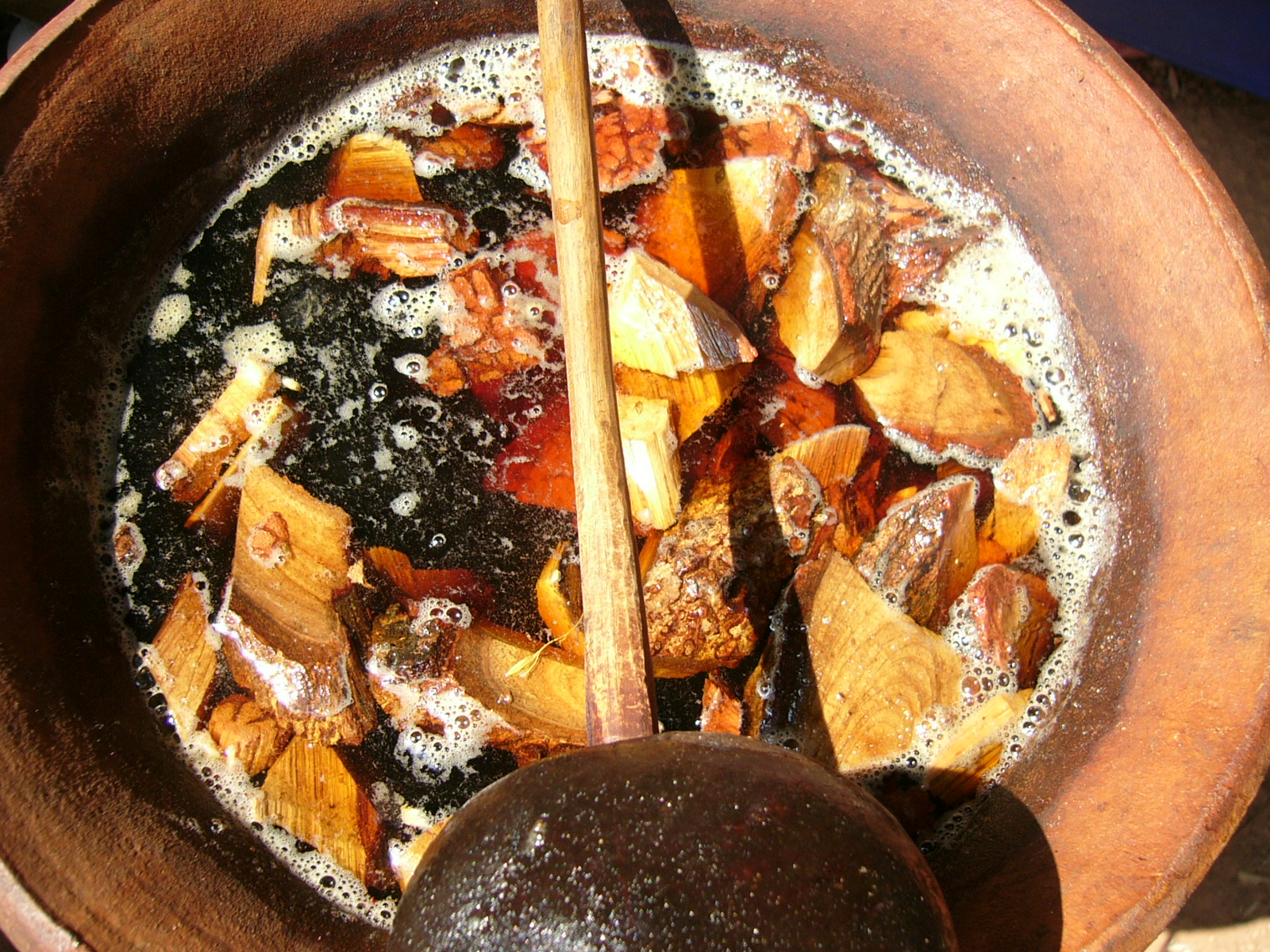
Medicina tradicional de Amphoe Ban Dung, província d'Udon Thani.

Udon Thani, อุดรธานี (tailandès), és una província de Tailàndia. Es troba a l'altiplà de Khorat, al nord del territori del Isaan. La seva capital és la ciutat d'Udon Thani.
L'àrea de la província d'Udon Thani és de 11,730.3 km² i té una població de 1,467,158 habitants segons el cens del 2000.
Aquesta província està dividida en 20 districtes (อำเภอ, amphoe). Aquests districtes estan dividits en 155 subdistrictes (ตำบล, tambon) i 1682 pobles (หมู่บ้าน, muban).

## Comunicacions
La via de tren del nord-est de Tailàndia que va de Khorat a Nong Khai, comunica aquesta província amb Bangkok, la capital, i amb Laos.
El pas de la frontera amb Laos d'aquesta via havia estat tancat durant molts anys, però ha estat obert al Febrer del 2009, obrint noves possibilitats de comerç amb el país veí.
L'aeroport de la capital provincial fou una base estratègics de la Força Aèria dels Estats Units d'Amèrica durant la guerra del Vietnam. Actualment és un aeroport civil amb vols domèstics diaris. Des del Novembre del 2008 va esdevenir aeroport internacional quan Lao Airlines va començar dos vols setmanals a Luang Prabang, la segona ciutat de Laos. La pista de l'aeroport és compartida al mateix temps amb la veïna base militar de la Força Aèria de Tailàndia (RTAF).

## Llocs d'interès turístic
A la província d'Udon Thani hi ha llocs d'interès turístic, com alguns temples budistes notables, el monument de Krommaluang Prachaksinlapakhom (อนุสาวรีย์พระเจ้าบรมวงศ์เธอ กรมหลวงประจักษ์ศิลปาคม), la granja d'orquídies d'Udon (สวนกล้วยไม้หอมอุดรซันไฌน์) i la cascada Namtok Yung Thong (น้ำตกยูงทอง).
Pha Daeng (จุดชมวิวผาแดง) és un fiter de roca vermella que ofereix una vista panoràmica molt espectacular dels volts des-de dalt.

## Història
La zona d'Udon Thani ha estat habitada des de l'edat del bronze. A Ban Chiang, 47 km a l'est de la ciutat d'Udon Thani hi ha unes de les excavacions més importants de l'Àsia del sud-est.
Durant la guerra del Vietnam els grans bombarders americans que bombardejaven el Vietnam del Nord tenien com a base l'aeroport que es troba a la vora de la capital provincial. Com a altres llocs de Tailàndia, la presència de militars americans va fer proliferar bars i hotels dedicats a la prostitució.
A Udon Thani també hi havia un repetidor de la Voice of America, que té la reputació d'haver estat un dels "llocs negres" de la CIA (CIA black site).
La província d'Udon Thani té mines de potassa importants. Es varen descobrir recentment.